# Irwin County
Das Irwin County ist ein County im Bundesstaat Georgia der Vereinigten Staaten. Der Verwaltungssitz (County Seat) ist Ocilla, benannt nach einer Indianersiedlung.

## Geographie
Das County liegt im mittleren Süden von Georgia, ist etwa 80 km von der Nordgrenze Floridas entfernt und hat eine Fläche von 939 Quadratkilometern, wovon 15 Quadratkilometer Wasserfläche sind und grenzt im Uhrzeigersinn an folgende Countys: Ben Hill County, Coffee County, Berrien County, Tift County und Turner County.

## Geschichte
Irwin County wurde am 15. Dezember 1818 als 45. County in Georgia aus Land der Creek-Indianer gebildet. Benannt wurde es nach Jared Irwin einem Gouverneur von Georgia.

## Demografische Daten
Laut der Volkszählung von 2010 verteilten sich die damaligen 9538 Einwohner auf 3495 bewohnte Haushalte, was einen Schnitt von 2,54 Personen pro Haushalt ergibt. Insgesamt bestehen 4033 Haushalte.
70,8 % der Haushalte waren Familienhaushalte (bestehend aus verheirateten Paaren mit oder ohne Nachkommen bzw. einem Elternteil mit Nachkomme) mit einer durchschnittlichen Größe von 3,05 Personen. In 35,5 % aller Haushalte lebten Kinder unter 18 Jahren sowie in 29,6 % aller Haushalte Personen mit mindestens 65 Jahren.
26,9 % der Bevölkerung waren jünger als 20 Jahre, 24,8 % waren 20 bis 39 Jahre alt, 27,0 % waren 40 bis 59 Jahre alt und 21,3 % waren mindestens 60 Jahre alt. Das mittlere Alter betrug 39 Jahre. 50,4 % der Bevölkerung waren männlich und 49,6 % weiblich.
71,4 % der Bevölkerung bezeichneten sich als Weiße, 25,9 % als Afroamerikaner und 0,6 % als Asian Americans. 1,1 % gaben die Angehörigkeit zu einer anderen Ethnie und 0,9 % zu mehreren Ethnien an. 2,4 % der Bevölkerung bestand aus Hispanics oder Latinos.
Das durchschnittliche Jahreseinkommen pro Haushalt lag bei 34.156 USD, dabei lebten 26,0 % der Bevölkerung unter der Armutsgrenze.

## Kultur und Sehenswürdigkeiten

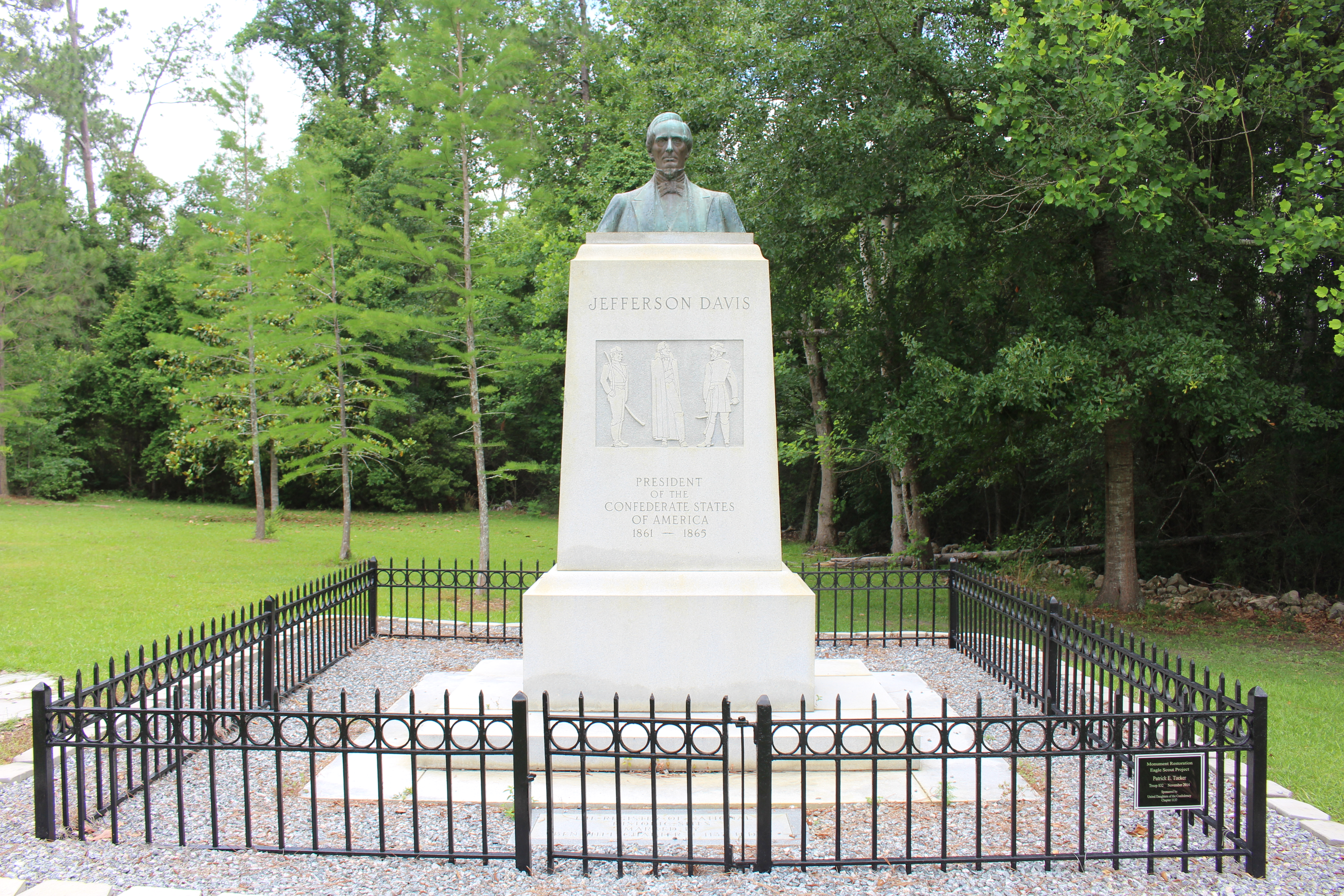
Büste von Jefferson Davis in der Jefferson Davis Capture Site (2017). Dieser etwas über 5000 Hektar große State Park markiert die Stelle an der Jefferson Davis, Präsident der Konföderierten Staaten, von den Unionstruppen am 10. Mai 1865 gefangen genommen wurde. Im April 1980 wurde die Jefferson Davis Capture Site als erstes Objekt im County in das NRHP eingetragen.

Zwei Bauwerke und eine Stätte im Irwin County sind im National Register of Historic Places („Nationales Verzeichnis historischer Orte“; NRHP) eingetragen (Stand 23. Januar 2024), neben dem Gerichts-Verwaltungsgebäude des County sind dies die  	Jefferson Davis Capture Site und die Ocilla Public School.

## Orte im Irwin County
Orte im Irwin County mit Einwohnerzahlen der Volkszählung von 2010:
Cities:
- Fitzgerald – 9053 Einwohner
- Ocilla (County Seat) – 3414 Einwohner